# Jardín Balbuena
Jardín Balbuena es una colonia del oriente de la Ciudad de México, ubicada en la alcaldía Venustiano Carranza, al oriente del Centro Histórico. Sus límites territoriales son al poniente con la avenida Lázaro Pavia y 1° Cerrada de Cecilio Robelo, al sur con Agiabampo, Eje 3 Oriente Francisco del Paso y Troncoso y Viaducto Río de la Piedad, al norte con Sidar y Rovirosa, al nororiente con la Calzada Ignacio Zaragoza, al oriente con el Circuito Interior Jesús Galindo y Villa y al suroriente con Eje 3 Sur Morelos.
Las colonias circundantes son al norte y norponiente con El Parque, al nororiente con Moctezuma 1° Sección, al oriente con Ignacio Zaragoza, al poniente con Aeronáutica Militar, 24 de abril, Álvaro Obregón y Magdalena Mixhuca y finalmente al sur con Granjas México, perteneciente a la alcaldía Iztacalco.
Gran parte de su infraestructura fue diseñada por los arquitectos Mario Pani Darqui y Agustín Landa Verdugo.

## Origen e historia

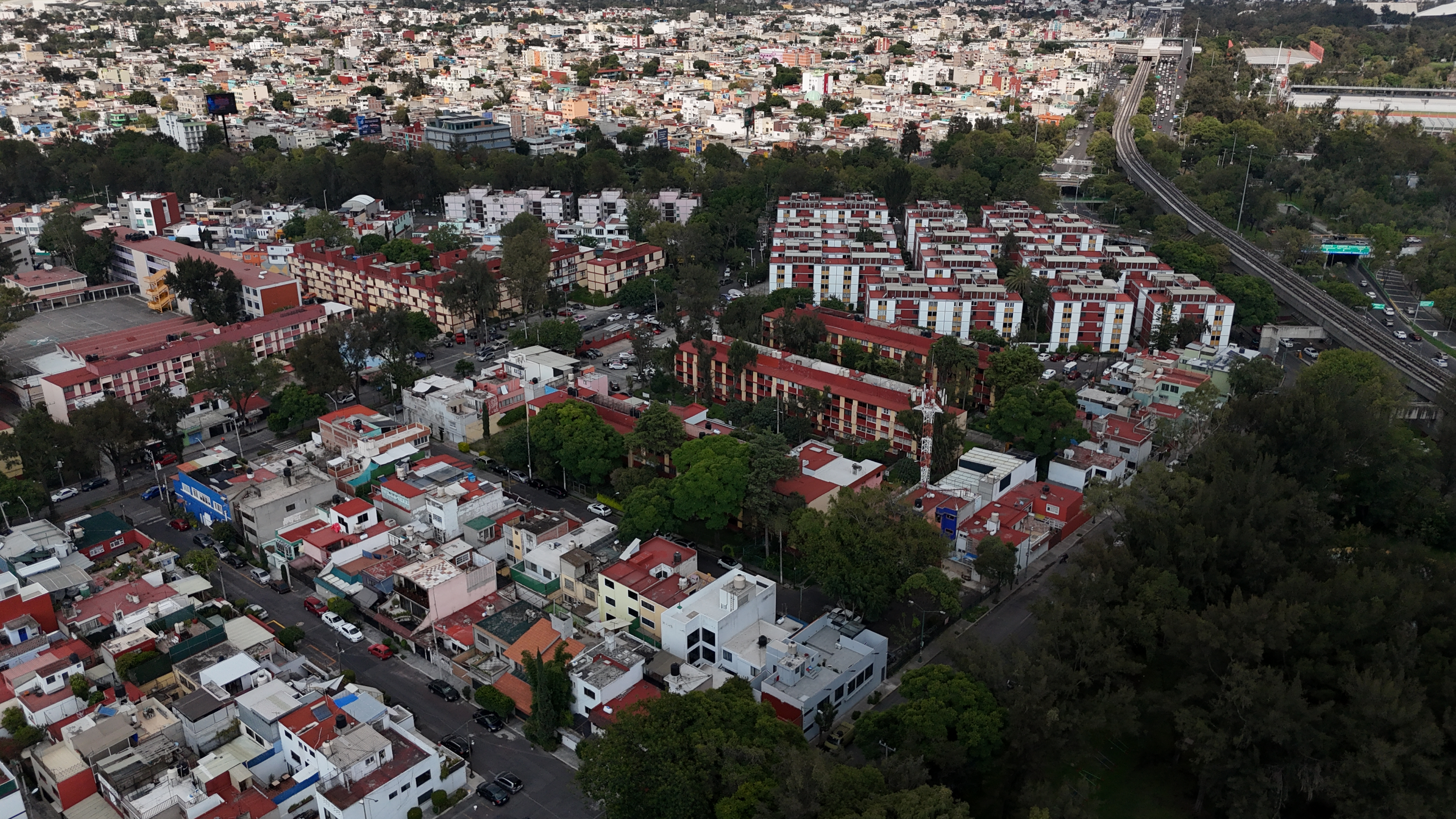
Vista aérea de la colonia Jardín Balbuena.

La colonia se encuentra en lo que antes se conocía como los llanos de Balbuena, donde se realizó el 8 de enero de 1910 el primer vuelo realizado en México por Alberto Braniff, convirtiéndose en el primer campo aéreo del país.
Estos llanos correspondían a dos antiguas haciendas, la primera la de Santa Lucía con sus grandes caballerizas; la otra La Magdalena con sus latifundios y minifundios ambas le pertenecían a la familia Braniff. Cuando el gobierno adquirió dichos predios para sí en 1905, quedan temporalmente en descuido, tiempo después se ocuparon para operaciones de carácter aeronáutico. En el lugar donde se encuentra la sede de la alcaldía Venustiano Carranza se realizaban maniobras militares, de ahí el nombre de una colonia aledaña a la Jardín Balbuena denominada (Aeronáutica Militar). 
Originalmente la colonia estaba compuesta por otros pequeños fraccionamientos; Merced Balbuena, Lorenzo Boturini, Aeronáutica Militar, Del Parque y Álvaro Obregón. La Merced Balbuena fue colonizada primero con carácter residencial. En ciertas calles como Manuel N. Corpancho, como en la Av. Congreso de la Unión casi con la Av. Fray Servando Teresa de Mier existen casas de estilo colonial californiano. Hoy día quedan pocas casas de esta época, ya que en su mayoría han sido demolidas. La cercanía al centro histórico y el crecimiento de la ciudad al oriente hizo que el primer sitio aeronáutico se mudará al nororiente de la capital en donde actualmente se localiza el Aeropuerto Internacional de la Ciudad de México "Benito Juárez".

### Inicio del fraccionamiento conocido como Jardín Balbuena
En 1952 empezó la urbanización y lotificación, lenta y paulatina de esta zona, vendiéndose algunos predios. Ante el fracaso de esta urbanización, el Jefe del Departamento del antiguo Distrito Federal (hoy Ciudad de México), Ernesto Peralta Uruchurtu en 1953 vio factible fraccionar la zona para su uso habitacional, y decidió, con autorización del Congreso de la Unión, construir casas y departamentos de carácter popular financiados por el entonces Banco Nacional Hipotecario.
La cercanía al entonces nuevo abastecedor de alimentos de la ciudad, el mercado de La Merced, hizo posible que comerciantes compraran predios para construirse residencias, embelleciendo inherentemente la zona; la cercanía con los edificios gubernamentales locales y federales también propiciaron que altos funcionarios compraran casas de lujo, las viviendas de carácter popular fueron repartidas entre burócratas, así como a la iniciativa privada, es decir bancos que otorgaban créditos hipotecarios.

## Nomenclatura
Dentro de esta colonia, cuyas calles se nombran con base en ilustres personajes mexicanos, se encuentra asentada el edificio que alberga la Alcaldía Venustiano Carranza, sede de los poderes locales.
De igual manera dentro del territorio de esta colonia, se encuentran todas las secciones de la Unidad Habitacional Kennedy, partes de la ciudad deportiva, la cual incluye la puerta 2 y 3 de dicho complejo, la alberca olímpica y el Velódromo Olímpico Agustín Melgar. Así como un notable paseo comercial a lo largo de las avenidas Fray Servando Teresa de Mier, Taller y Fernando Iglesias Calderón.

## Infraestructura vial y urbana
Dentro de la colonia Jardín Balbuena encontramos una serie de conjuntos departamentales que corresponden a la Unidad Habitacional Kennedy, Corazón de Manzana, entre otras, producto del diseño y estructura de los arquitectos Mario Pani y Agustín Landa Verdugo, es por ello que ciertos edificios son similares a los del Conjunto Urbano Benito Juárez o a los de la Unidad Habitacional Nonoalco Tlatelolco, así como a la Unidad Habitacional Loma Hermosa en la alcaldía Miguel Hidalgo, esta última realizada por Landa Verdugo. Dentro del fraccionamiento Jardín Balbuena se dio paso a las jardineras y camellones arbolados así como grandes áreas con pastizales, Pani venía realizando proyectos similares como la Unidad Modelo en la alcaldía Iztapalapa del año 1948, y la Ciudad Satélite en el municipio de Naucalpan Estado de México realizada posteriormente.
La colonia Jardín Balbuena es una zona céntricas de la Ciudad de México por su cercanía al Centro Histórico de la ciudad. Se distingue por las palmeras de corte californiano que adornan sus calles, sus jardineras y camellones arbolados así como grandes áreas con pastizales. En esta colonia, al igual que en otras ya mencionadas una de las peculiaridades que las caracterizan son los retornos, es decir, calles cerradas que dan prioridad al peatón (algo que es olvidado comúnmente en las grandes ciudades) que desembocan en una avenida principal, donde los niños pueden jugar, evitando con ello accidentes automovilísticos y forzando a los conductores de vehículos a moderar su velocidad y ser más prudentes. Las calles de la colonia Jardín Balbuena están hechas de concreto hidráulico; ejemplo de ello son las vías Cecilio Robelo, Lázaro Pavia, Nicolás León, Genaro García, avenida Del Taller y la avenida Fray Servando Teresa de Mier; esta última en sus costados el pavimento ha sido reemplazada por asfalto colocado encima del concreto. La Unidad Habitacional Kennedy se encuentra ubicada dentro la colonia Jardín Balbuena entre Av. del Taller y Cecilio Róbelo, delimitada por Av Francisco del Paso y Troncoso hasta Genaro García. 
En esta zona también estuvo el Destacamento Jardín Balbuena de la Policía Auxiliar del D.F.

#### Ciudad Deportiva
La colonia se encuentra ubicada el mayor centro deportivo de la ciudad, la Ciudad Deportiva Magdalena Mixhuca; este enorme complejo cuenta con las instalaciones del Autódromo Hermanos Rodríguez, que también es casa del Estadio GNP Seguros, inmueble utilizado para conciertos y actividades deportivas. También cuenta con la Sala de Armas, albercas techadas y canchas deportivas.

### Velódromo olímpico Agustín Melgar
El Velódromo Olímpico Agustín Melgar es una instalación deportiva usada principalmente para eventos de ciclismo; se encuentra en la Ciudad Deportiva al oriente de la Ciudad de México y dentro de los límites de la colonia Jardín Balbuena. Cubre una superficie de aproximadamente 5.2 hectáreas, la pista fue creada por el arquitecto Herbert Schurmann, fue inaugurado en el mes de septiembre de 1968, la superficie de la pista de ciclismo está cubierta con un material llamado doussie afzeiba, el Velódromo tiene capacidad para 6,800 espectadores y en los Juegos Olímpicos de México 1968 contó con 860 cajones de estacionamiento.

#### Casa de la Cultura de Venustiano Carranza
Se ubica en Lázaro Pavía, entre Fray Servando Teresa de Mier y Luis Lara Pardo, en la colonia Jardín Balbuena, zona centro-oriente de la Ciudad de México.
La atención cultural obedece al respeto y promueve la cosmovisión, organización social e instituciones propias de los mismos: El programa estratégico del Consejo Estatal para las Culturas y las Artes se basa en las líneas de investigación, docencia, promoción, difusión, asesoría y gestoría y bajo una política cultural integral se estableció un programa de casas de cultura que consiste en los siguientes apartados: 
- Iniciación artística infantil y juvenil.
- Fomento a la literatura y enseñanza de las lenguas indígenas.
- Apreciación de la diversidad cultural y artística.
- Preservación y difusión del patrimonio cultural.
- Fortalecimiento de organizaciones culturales.
- Acciones transversales.

## Transporte
La colonia Jardín Balbuena dentro de sus límites cuenta con estaciones del sistema de transporte colectivo Metro: al noreste las estaciones San Lázaro, Moctezuma, Balbuena y Boulevard Puerto Aéreo de la línea , al poniente Candelaria y Fray Servando de la línea  y al sur las estaciones  Velódromo y  Mixiuhca de la línea , dándole a la colonia movilidad, variedad y rapidez de transporte. 
Así como también la Línea 4 del Metrobús en las cercanías del Palacio Legislativo de San Lázaro, donde podemos encontrar las estaciones San Lázaro, Eduardo Molina, Moctezuma, Cecilio Robelo, Venustiano Carranza y Mixiuhca.
De igual manera la colonia cuenta con el trolebús en la línea Corredor Cero Emisiones eje 2 (antes línea S), que tiene su terminal en el metro Velódromo y circula sobre Avenida del Taller, comunicando hacia el centro y llegando a Chapultepec, su otra terminal. También cuenta con RTP, Cetram y varias rutas de autobús.

## Personajes famosos
El futbolista Enrique Borja, famoso en los clubes UNAM y América, triple campeón de goleo consecutivo, así como Seleccionado Nacional, en los años sesenta y setenta, tuvo su residencia en un retorno de Fray Servando T. de Mier. En la Unidad 4 del edificio 10 al final de Cecilio Robelo creció el futbolista y campeón de liga con Cruz Azul Carlos L. Barra Díaz.
De esta colonia es originario el famoso futbolista mexicano Hugo Sánchez, como lo describe Antonio Rosique en Medio Tiempo: "el chico de la Jardín Balbuena que se quedaba a entrenar más horas que los demás; el joven que practicaba remates acrobáticos a pesar de las burlas de sus compañeros; el competidor voraz que nunca se agachó ante nadie". Los años de primaria del pentapichichi fueron en la primaria Estados Unidos de América. ubicada en la Avenida Francisco del Paso y Troncoso casi enfrente de la alcaldíaVenustiano Carranza.
Igualmente en el ámbito deportivo se destaca el futbolista Raúl Jiménez originario del estado de Hidalgo, sin embargo posteriormente se trasladó a la colonia junto con su familia para finalmente enrolarse en el Club América y ser parte del equipo que ganó la medalla de oro en los Juegos Olímpicos de Londres 2012
En el deporte de los puños, uno de los púgiles más sobresalientes es don Raúl "Ratón" Macias, que si bien sus orígenes en la Ciudad de México, corresponden al barrio de Tepito, llegó a la colonia Jardín Balbuena gracias una promesa a su madre por regalarle una casa, misma donde vivió hasta sus últimos años; la residencia se encuentra en los primeros retornos de la avenida Cecilio Robelo y a unos cuantos pasos del Hospital de Balbuena. Raúl también incursionó en el ámbito gastronómico con un negocio ubicado en la avenida Francisco del Paso y Troncoso. 
En el ring, pero ahora hablando de la lucha libre, en la colonia Jardín Balbuena, vivieron muchos años dos de las familias más importantes de ese deporte, los "Hermanos Dinamita" encabezados por Carmelo Reyes González "Cien Caras" y sus hermanos Máscara Año 2000 y Universo 2000; otra familia importante es la del señor José Díaz Velázquez, más conocido como Ray Mendoza, padre de los cuatro luchadores conocidos como "Los Villanos"; 
También se encuentran los "fantasmas"; "El Fantasma" quien viviera épocas de gloria en los años ochenta, así como su hijo "El Hijo del Fantasma" actual estrella de "AAA" viven en la colonia. También teniendo paredes llenas de recuerdos de sus peleas en el gimnasio "Domo Gym Phantom", donde ocasionalmente entrenan. 
Otro colono también de esta colonia lo fue el general y Licenciado Rafael Ángel Mex Canto (1925-2009), quien en 1946 tomó un avión que salió precisamente del campo militar de Balbuena hacia Fort Benning para convertirse en uno de los 21 miembros selectos del Ejército Mexicano que fundaron el Pie Veterano del Batallón de Fusileros Paracaidistas, y que regresaría a esta colonia como vecino, sus restos actualmente descansan en la Iglesia de Nuestra Señora Aparecida del Brasil, que se encuentra sobre la Avenida Francisco del Paso y Troncoso.
Otro famoso que tuvo sus inicios en esta colonia es Eduardo Yáñez. También es oriundo de la colonia el actor Gerardo González, quien hizo el papel de Porkirio en la serie Cachún cachún ra ra!.
También hay música en la colonia Jardín Balbuena. De esta gran colonia han salido grandes bandas de rock tales como: Elli Noise, Austin TV, Massapan, Mamá Pulpa, Ultrasónicas, Cristal y Acero, Rosas de Metal, El Confabulario, Flama Negra, Los Ácidos y El Aquelarre. Aquí vivió Armando Vega Gil, bajista de Botellita de Jerez, entre muchos otros. En el ámbito de música clásica estuvo la familia López Ríos, en los retornos del fondo de Taller. El padre, surge de los Violines de Villafontana, y junto con sus hijos, crea varias temporadas, orquestaciones con ejecuciones impresionantes, formadas con chiquillos de la zona.
En la Unidad 4 del edificio 10 al final de Cecilio Robelo también vivió el baterista del grupo de Neón Sergio Meza incluso ensayaban en el departamento.
En esta colonia también vivió en su juventud el expresidente Ernesto Zedillo Ponce de León en ese entonces con sus padres y hermanos, en un pequeño departamento ubicado en las proximidades de la avenida Rivera Cambas, lugar donde habitó mientras estudiaba su educación media superior y superior.